# Ano Internacional dos Idosos
Em sua Proclamação sobre o Envelhecimento, a Assembleia Geral das Nações Unidas decidiu declarar 1999 como o Ano Internacional das Pessoas Idosas. A proclamação foi lançada em 1 de outubro de 1998, Dia Internacional do Idoso, pelo Secretário-Geral das Nações Unidas, Kofi Annan.
Em todo o mundo, nas próximas gerações, a proporção da população com 60 anos ou mais aumentará de uma em cada quatro, provocando mudanças sociais, econômicas e espirituais significativas. A proclamação destinava-se a chamar a atenção para o reconhecimento da maioridade demográfica da humanidade e para a promessa que ela tem de amadurecer atitudes e capacidades em empreendimentos sociais, econômicos, culturais e espirituais, especialmente para a paz e o desenvolvimento globais no próximo século.
Inúmeros eventos ocorreram dentro da ONU e nos países membros para marcar o evento.

## História
Desde 1959, Ano Mundial do Refugiado, a ONU designa anos específicos para chamar a atenção para questões importantes. Os governos dos Estados-Membros, assistidos pela sociedade civil, são incentivados a tomar os temas como oportunidades para sensibilizar e promover iniciativas políticas entre os cidadãos (a mesma lógica é aplicada a uma longa lista de dias anuais e décadas especiais).
O trabalho de muitas agências e programas da ONU tem conexões diretas com questões de envelhecimento e refletirá as prioridades do IYOP. Isso certamente vale para a Organização Mundial da Saúde (OMS), o Centro das Nações Unidas para os Assentamentos Humanos (Habitat) e a Organização das Nações Unidas para a Educação, a Ciência e a Cultura (UNESCO).
Em 1992, a Assembleia Geral das Nações Unidas decidiu, "em reconhecimento da maioridade demográfica da humanidade e da promessa que ela tem de amadurecer atitudes e capacidades em empreendimentos sociais, econômicos, culturais e espirituais, especialmente para a paz e o desenvolvimento globais no próximo século" (resolução 47/5), declarar 1999 como o Ano Internacional das Pessoas Idosas (IYOP). O tema deste ano é Rumo a uma sociedade para todas as idades.
Na cerimônia de lançamento, a OMS apelou aos decisores políticos para que reconhecessem a importância do envelhecimento da população e colocassem esse reconhecimento em 1999, havia cerca de 580 milhões de pessoas com 60 anos ou mais no mundo. Em 2020, estima-se que esse número ultrapasse a marca de 1 bilhão. Nessa altura, mais de 700 milhões de idosos viverão apenas nos países em desenvolvimento. Por isso, era indispensável trazer o envelhecimento para a agenda do desenvolvimento, enfatizou.

## Princípios das Nações Unidas para Pessoas Idosas
O quadro subjacente ao Ano Internacional das Pessoas Idosas é o Plano de Ação Internacional sobre o Envelhecimento, o primeiro grande instrumento internacional sobre o envelhecimento, que foi aprovado pela Assembleia Geral em 1982 (após a Assembleia Mundial sobre o Envelhecimento desse ano).
Os subsequentes Princípios das Nações Unidas para as Pessoas Idosas, adotados pela Assembleia Geral das Nações Unidas em 16 de dezembro de 1991 (Resolução 46/91), podem ser divididos em cinco grupos diferentes de questões relevantes: independência, participação, cuidados, autorrealização e dignidade.
Neste contexto, o foco deste ano foi desenvolvido em quatro temas: a situação das pessoas idosas, o desenvolvimento individual ao longo da vida, as relações entre as gerações e, finalmente, a inter-relação entre o envelhecimento e o desenvolvimento da população.

### Independência
- 1. As pessoas idosas devem ter acesso a alimentos, água, abrigo, vestuário e cuidados de saúde adequados, através da prestação de rendimentos, apoio familiar e comunitário e autoajuda.
- 2. As pessoas idosas devem ter a oportunidade de trabalhar ou de ter acesso a outras oportunidades de geração de rendimento.
- 3. As pessoas idosas devem poder participar na determinação de quando e a que ritmo se processa a retirada da força de trabalho.
- 4. As pessoas idosas devem ter acesso a programas educativos e de formação adequados.
- 5. As pessoas idosas devem poder viver em ambientes seguros e adaptáveis às preferências pessoais e às novas capacidades.
- 6. As pessoas idosas devem poder residir em casa durante o maior tempo possível.[5]

### Participação
- 7. As pessoas idosas devem permanecer integradas na sociedade, participar ativamente na formulação e implementação de políticas que afetem diretamente o seu bem-estar e partilhar os seus conhecimentos e competências com as gerações mais jovens.
- 8. As pessoas idosas devem ser capazes de procurar e desenvolver oportunidades de serviço à comunidade e de servir como voluntários em posições adequadas aos seus interesses e capacidades.
- 9. As pessoas idosas devem poder formar movimentos ou associações de pessoas idosas.[5]

### Cuidados
- 10. As pessoas idosas devem beneficiar de cuidados e proteção familiar e comunitária de acordo com o sistema de valores culturais de cada sociedade.
- 11. As pessoas idosas devem ter acesso a cuidados de saúde que as ajudem a manter ou recuperar o nível óptimo de bem-estar físico, mental e emocional e a prevenir ou retardar o aparecimento de doenças.
- 12. As pessoas idosas devem ter acesso a serviços sociais e jurídicos para reforçar a sua autonomia, proteção e cuidados.
- 13. As pessoas idosas devem ser capazes de utilizar níveis adequados de cuidados institucionais que proporcionem proteção, reabilitação e estimulação social e mental em um ambiente humano e seguro.
- 14. As pessoas idosas devem poder usufruir dos direitos humanos e das liberdades fundamentais quando residem em qualquer abrigo, centro de acolhimento ou de tratamento, incluindo o pleno respeito pela sua dignidade, crenças, necessidades e privacidade, bem como pelo direito de tomar decisões sobre os seus cuidados e a qualidade das suas vidas.[5]

### Autorrealização
- 15. As pessoas idosas devem poder procurar oportunidades para o pleno desenvolvimento do seu potencial.
- 16. As pessoas idosas devem ter acesso aos recursos educacionais, culturais, espirituais e recreativos da sociedade.[5]

### Dignidade
- 17. As pessoas idosas devem poder viver com dignidade e segurança e estar livres de exploração e abuso físico ou mental.
- 18. As pessoas idosas devem ser tratadas de forma justa, independentemente da idade, sexo, origem racial ou étnica, deficiência ou outro estatuto, e ser valorizadas independentemente da sua contribuição econômica.[5]